# 오소시카촌
오소시카촌(小草鹿村)은 일본 아이치현 하구리군에 설치되었던 촌이다. 현재의 고난시의 동부에 해당한다.